# Neuenhof (Langerfeld)
Neuenhof ist eine Ortslage im Osten der bergischen Großstadt Wuppertal.

## Lage und Beschreibung
Die Ortslage befindet sich auf einer Höhe von 217 m ü. NHN im Osten des Wohnquartiers Fleute an der Schwelmer Straße  im Stadtbezirk Langerfeld-Beyenburg unmittelbar an der Stadtgrenze zu Schwelm. Der Name Neuenhof ist als eigenständige Bezeichnung für diese Ortslage mehrheitlich nicht mehr im Bewusstsein der Bevölkerung vorhanden, der ursprüngliche Wohnplatz ist in der geschlossenen Wohn- und Gewerbebebauung entlang der Schwelmer Straße aufgegangen.
Benachbarte Ortslagen, Hofschaften und Wohnplätze sind Röttgen, Hölkesöhde, Siepen, Röckebecke und die Schwelmer Ortslagen Scharwacht, Köttchen und Auf’m Hagen. Der Schwelmer Rundweg führt an dem Ort vorbei.

## Etymologie und Geschichte
Der Ort ist auf der Karte der Gemeinde Langerfeld von 1825 und auf der Preußischen Uraufnahme von 1840/44 als Am neuen Hofe und auf dem Wuppertaler Stadtplan von 1930 als Neuenhof eingezeichnet. Im 19. Jahrhundert gehörte Neuenhof zur Landgemeinde Langerfeld im Landkreis Hagen (bis 1887) und dem Kreis Schwelm (ab 1887), die ein eigenes Amt bildete und am 5. August 1922 in die Stadt Barmen, heute Stadtteil von Wuppertal, eingemeindet wurde.
Im Gemeindelexikon für die Provinz Westfalen von 1887 werden zwei Wohnhäuser mit 18 Einwohnern angegeben. Der Ort wird zu der Zeit Neuenhof genannt.
Bei dem Ort befand sich bis in der ersten Hälfte des 20. Jahrhunderts eine Molkerei.